# 和歌山県道185号御坊停車場線
和歌山県道185号御坊停車場線（わかやまけんどう185ごう ごぼうていしゃじょうせん）は、和歌山県御坊市を通る一般県道である。

## 概要
御坊市湯川町小松原から御坊市名屋町2丁目に至る。

### 路線データ
- 起点：和歌山県御坊市湯川町小松原（JR西日本紀勢本線・紀州鉄道線 御坊駅前）
- 終点：和歌山県御坊市名屋町2丁目（天田橋北詰交差点、国道42号交点、和歌山県道176号井関御坊線終点）
- 実延長：2.904 km

## 歴史
本路線は、道路法（昭和27年法律第180号）第7条の規定に基づき、一般県道として1959年（昭和34年）に和歌山県が第1次認定した路線のひとつである。

### 年表
- 1959年（昭和34年）5月14日 - 和歌山県が一般県道として御坊停車場線を認定[1]。
- 2005年（平成17年）3月15日 - 和歌山県告示第311号・312号により、路線の終点変更および経路変更、終点が御坊市御坊（和歌山県道176号井関御坊線・和歌山県道188号柏御坊線との交点）から御坊市名屋町に変更され、経路も労働基準監督署西交差点から天田橋北詰交差点に向かう片側2車線の広い道となる[2]。

## 路線状況

### 重複区間
- 和歌山県道191号江川小松原線（御坊市湯川町小松原）
- 和歌山県道176号井関御坊線（御坊市名屋町1丁目 - 御坊市名屋町2丁目・天田橋北詰交差点（終点））

## 地理

### 通過する自治体
- 和歌山県
  - 御坊市

### 交差する道路
| 交差する道路                                      | 交差する場所 | 交差する場所            |
| ------------------------------------------------- | ------------ | ----------------------- |
| 和歌山県道191号江川小松原線 重複区間起点          | 湯川町小松原 |                         |
| 和歌山県道191号江川小松原線 重複区間終点          | 湯川町小松原 |                         |
| 和歌山県道190号玄子小松原線                       | 湯川町小松原 |                         |
| 和歌山県道26号御坊美山線                          | 湯川町小松原 | 小松原南交差点          |
| 和歌山県道176号井関御坊線 重複区間起点            | 名屋町1丁目  |                         |
| 国道42号 和歌山県道185号御坊停車場線 重複区間終点 | 名屋町2丁目  | 天田橋北詰交差点 / 終点 |

### 沿線
- JR西日本紀勢本線・紀州鉄道線 御坊駅
- 和歌山県立紀央館高等学校
- 御坊市立湯川中学校
- 日高川